# Omszała Turniczka

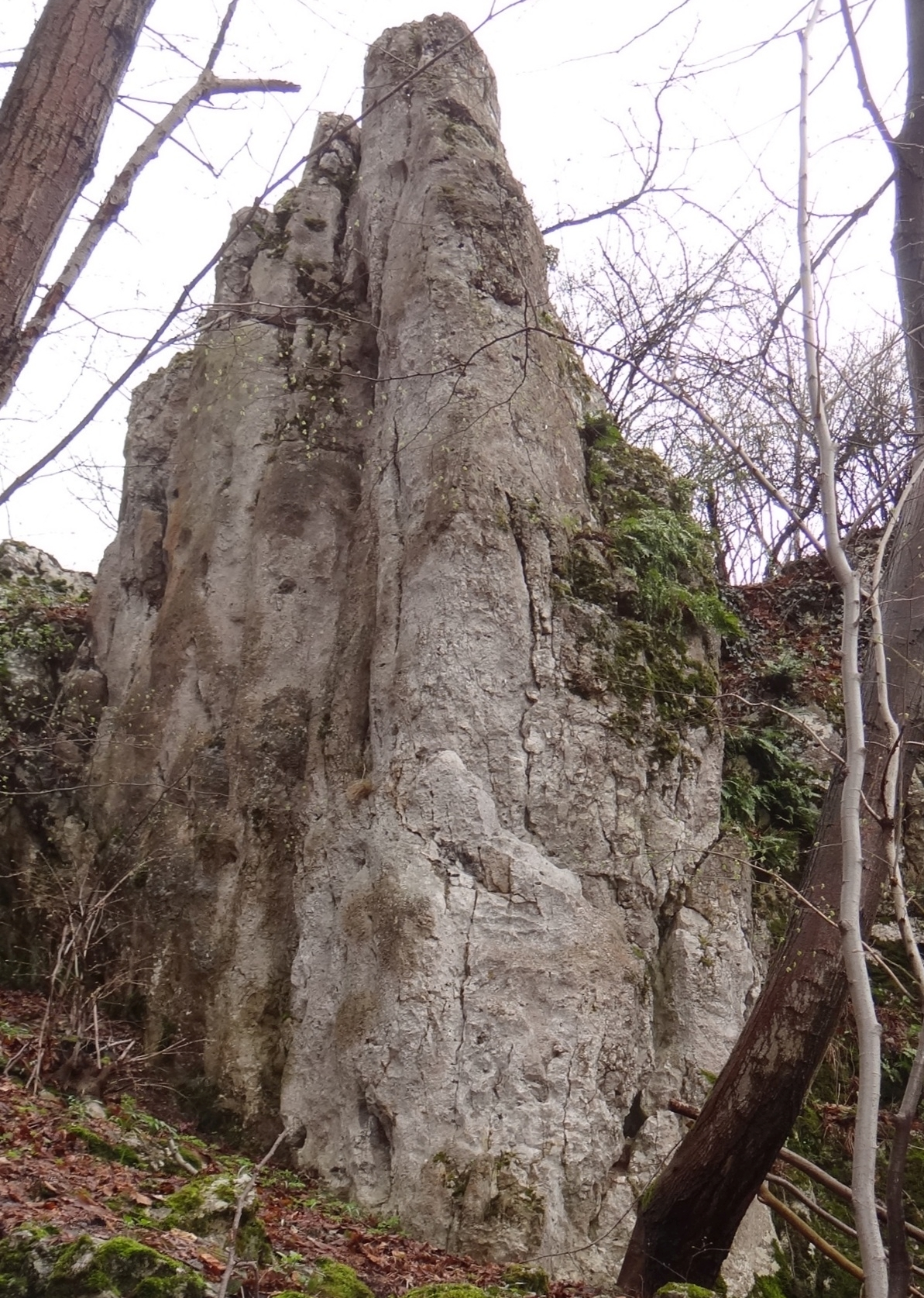
Omszała Turniczka

Omszała Turniczka – skała w grupie Chochołowych Skał w Dolinie Szklarki na Wyżynie Olkuskiej, we wsi Szklary w województwie małopolskim, w powiecie krakowskim, w gminie Jerzmanowice-Przeginia.
Szczyty Chochołowych Skał widoczne są ponad lasem z drogi prowadzącej przez Szklary. Omszała Turniczka to skała znajdująca się pomiędzy Graficzną Basztą i Fujarkami. Zbudowana jest ze skalistych wapieni i ma wysokość około 10 m. Znajduje się w lesie i uprawiana jest na niej wspinaczka skalna. Wspinacze poprowadzili na Omszałej Turniczce 4 drogi wspinaczkowe o trudności od IV do VI.1+ w skali polskiej. Dwie z nich mają zamontowane punkty asekuracyjne: ringi (r) i stanowiska zjazdowe (st). Skały znajdują się na terenie prywatnym.
1. Omszała rysa; IV, 10 m
2. Człekokształtna rysa; V-, 10 m
3. Cygaretka; st, VI.1+, 10 m
4. Filarek paprotek; 3r + st, V, 10 m[3].

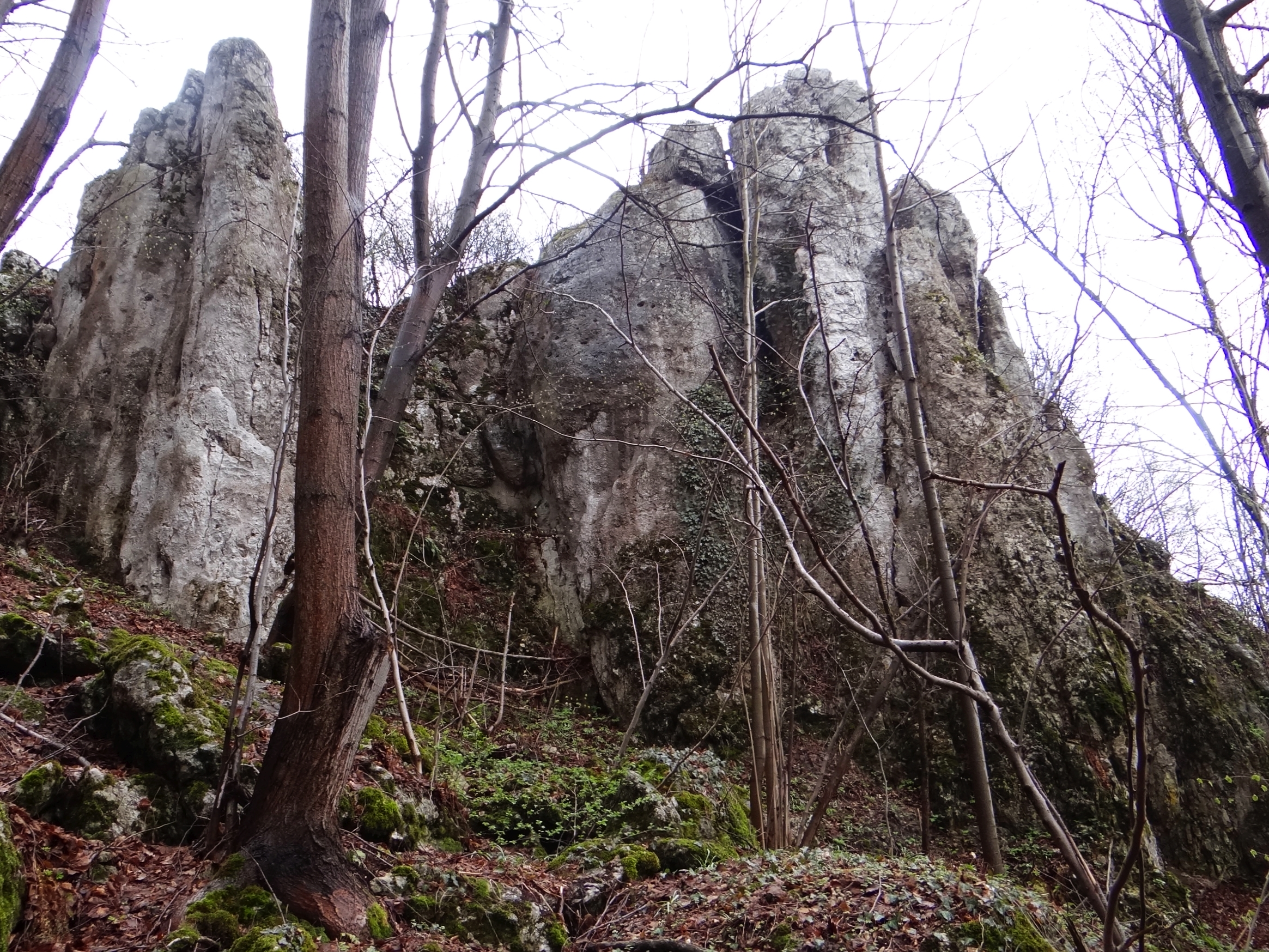
Omszała Turniczka i Fujarki